# Бар'єр географічний
Бар'єр географічний — природні географічні перешкоди (моря, океани, гори) на шляху поширення наземних (материкових, острівних) тварин чи рослин. Наявність географічних бар'єрів є однією з основних причин формування ендеміків (наприклад, флора  Австралії, внаслідок  ізоляції від  Азії, на 70 % представлена ендемічними видами, а в наземній  фауні  хребетних домінують примітивні ссавці — марсупіальні, плацентарні, комахоїдні, серед яких також багато ендеміків). Високий ступінь ендемізму (в середньому понад 80 %, а в деяких групах, наприклад, амфіпод, — 100 %) фауни Байкалу також пояснюється тривалою відірваністю (з третинного періоду) даного озера від інших центрів видоутворення.
Зокрема розрізняють:
бар'єри біогеографічні — будь-які перешкоди (географічного і біологічного характеру) на шляху поширення виду або угруповання популяцій тварин і рослин. Наприклад, ізотерма −10 °C лімітує поширення на північ терміта Reticulitermes lucifugus.
бар'єри біологічні — природні біологічні перешкоди на шляху розповсюдження виду або угруповання. Так, ліси перешкоджають поширенню степів, відсутність  комах-запилювачів — поширенню  ентомофільних рослин і т. д.

## Ізоляція як пусковий механізм видоутворення
Кожен вид — це замкнута генетична система. Особини одного виду можуть один з одним схрещуватися і давати плідне потомство, а представники різних видів не схрещуються зовсім, а якщо і схрещуються, то потомства не дають, а якщо і дають, то потомство це безплідне. Отже, дивергентному видоутворенню має передувати виникнення ізольованих популяцій всередині предкового виду. Існують різні форми внутрішньовидової ізоляції.
Просторова ізоляція виникає між популяціями, які далеко відстоять одна від одної або розділеними географічними бар'єрами. Для багатьох наземних тварин непереборними перешкодами для поширення служать моря і річки, для водних — масиви суші. Зрозуміло, що і відстань, і нездоланність бар'єру — поняття відносні. Вони визначаються біологією видів. Для малорухливих видів тварин, наприклад равликів, відстань у кілька сотень метрів виявляється достатньою для ізоляції. У той же час між популяціями вітрозапилюваних рослин обмін пилком відбувається на десятки і сотні кілометрів. Для одних видів крихітний струмок служить непереборним бар'єром, у той час як інші легко перетинають широкі річки і моря.
Крім просторової ізоляції, зустрічається і екологічна ізоляція. Ця форма біологічної ізоляції ґрунтується на різноманітності організмів з екології їх розмноження і кращого місцеперебування. Зазвичай вони мають перевагу щодо розмноження або в певних місцях, або у визначені терміни. Наприклад, в озері Севан виявлено 6 ізольованих популяцій одного виду форелі, які мають різні місця нересту у річках і струмках, що живлять озеро. В інших випадках вирішальне значення має часова ізоляція. Переконливим прикладом служать популяції парних і непарних років у тихоокеанських лососів. Цикл розвитку цих риб становить два роки, після чого вони піднімаються у верхів'я річок, що впадають в океан, нерестяться і гинуть. Популяції парних і непарних років можуть жити по сусідству одна з одною, але, тим не менш, вони практично ніколи не схрещуються.
Тривала внутрішньовидова ізоляція призводить до того, що кожна популяція еволюціонує незалежно. Мутації, що виникають в одній популяції, не можуть проникнути в іншу. Дрейф генів призводить до того, що в різних популяціях фіксуються різні набори алелів. Природний відбір перебудовує генетичну структуру кожної ізольованої популяції на свій лад, пристосовуючи кожну з них до локальних умов.
Навіть в тому випадку, якщо умови, в яких живуть дві ізольовані популяції, абсолютно ідентичні, і відбір в обох популяціях йде по одних і тих же ознаках, в одному і тому ж напрямку, результати такого відбору можуть виявитися зовсім різними, тому до одного і того ж фактору середовища можна пристосуватися різними шляхами. Якщо популяції ізольовані, то кожна з них йде своїм шляхом. Одним з найяскравіших прикладів такого роду служить явище мімікрії. Багато видів їстівних тварин імітують забарвлення неїстівних. При цьому різні ізольовані популяції одного широко расселенного виду-імітатора наслідують забарвленням різних видів-моделей, саме тих, з якими вони живуть на одній території.
Незалежна еволюція ізольованих популяцій веде до того, що між ними збільшуються генетичні відмінності. Вони стають все менш схожими одна на одну по ряду морфологічних, фізіологічних і поведінкових ознак. Це в свою чергу веде до виникнення біологічних механізмів ізоляції і до видоутворення.